# Угљеша
Угљеша је српско мушко име. Настао је из корена речи угљен и има значење "црн као угљен". Може се односити на:
- Угљеша Којадиновић (1936–1982), глумац
- Угљеша Мрњавчевић (1346–1371), средњовековни племић
- Угљеша Радиновић (рођен 1993), фудбалер
- Угљеша Шајтинац (рођен 1971), књижевник
- Угљеша Влатковић, средњовековни племић